# آب و هوای اندونزی

نقشه طبقه‌بندی اقلیمی کوپن-گایگر برای اندونزی

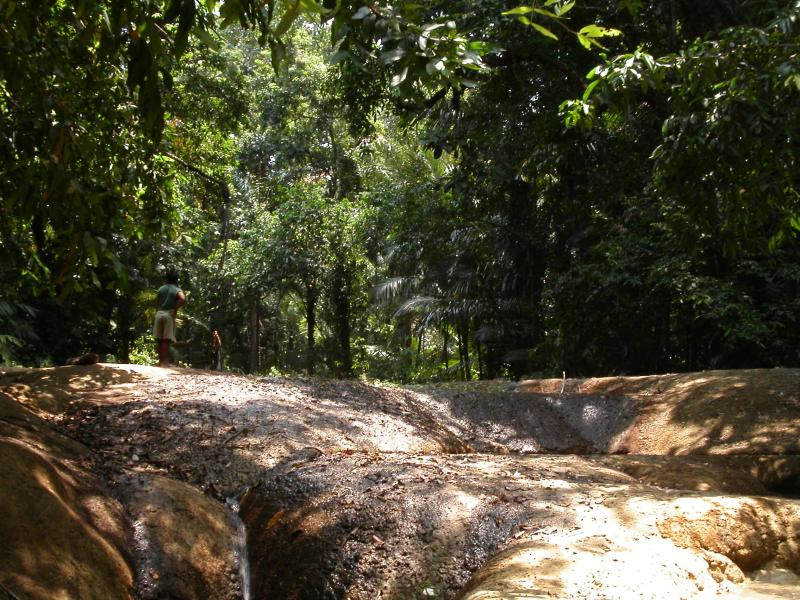
پارک ملی اوجونگ کولون، بانتن

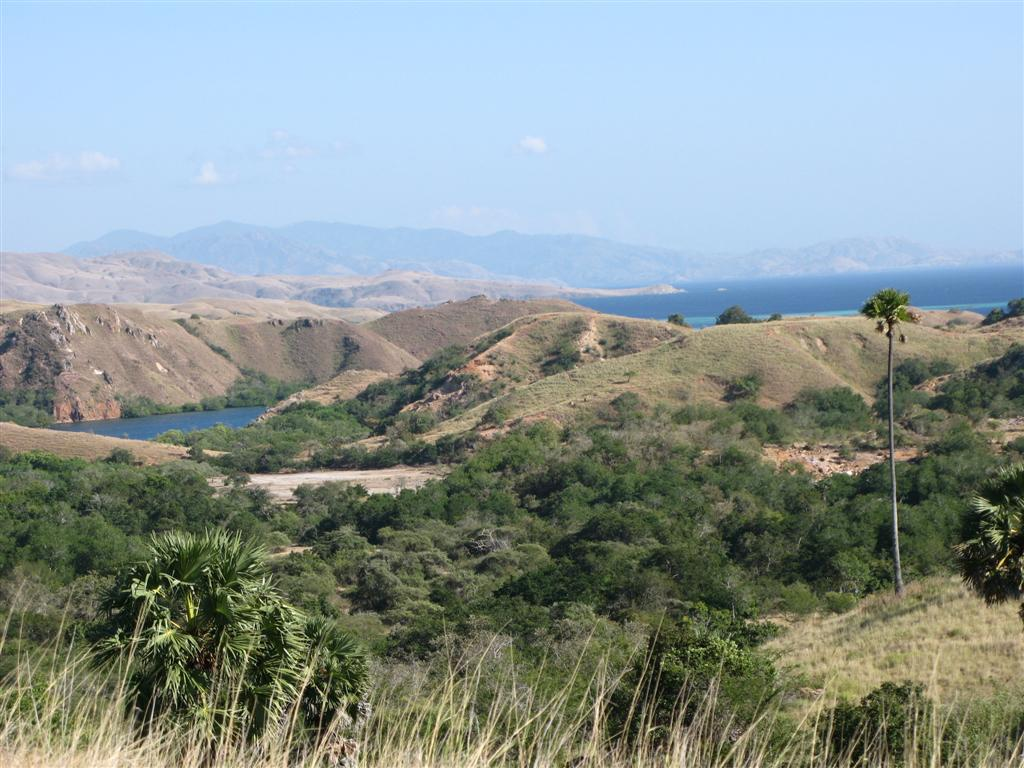
رینکا، جزایر سوندای کوچک

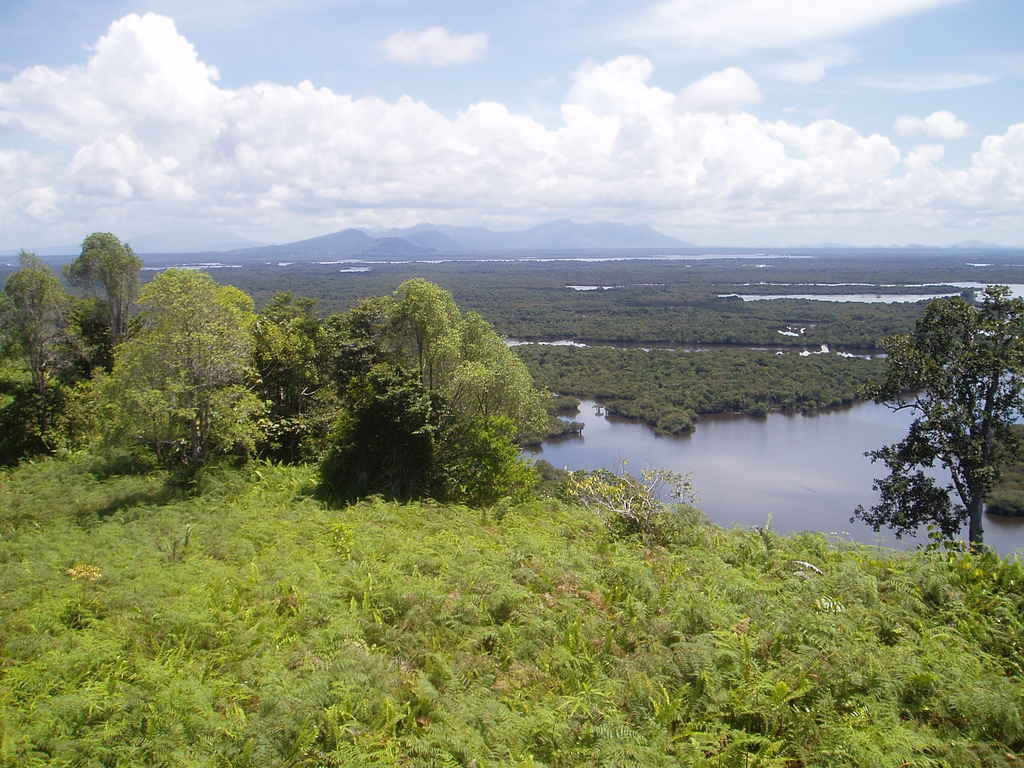
پارک ملی داناو سنتاروم، کالیمانتان غربی

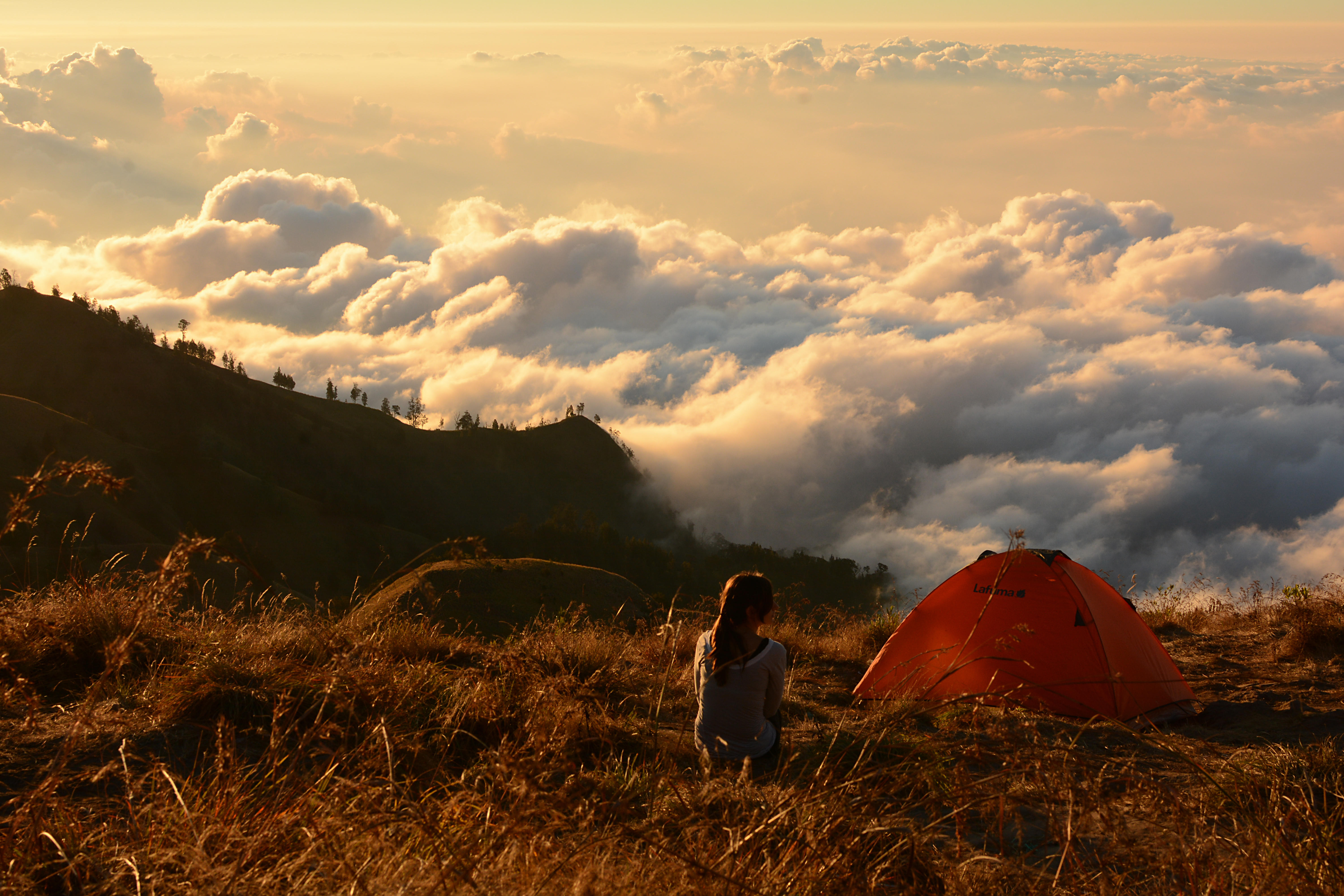
قله کوه رینجانی

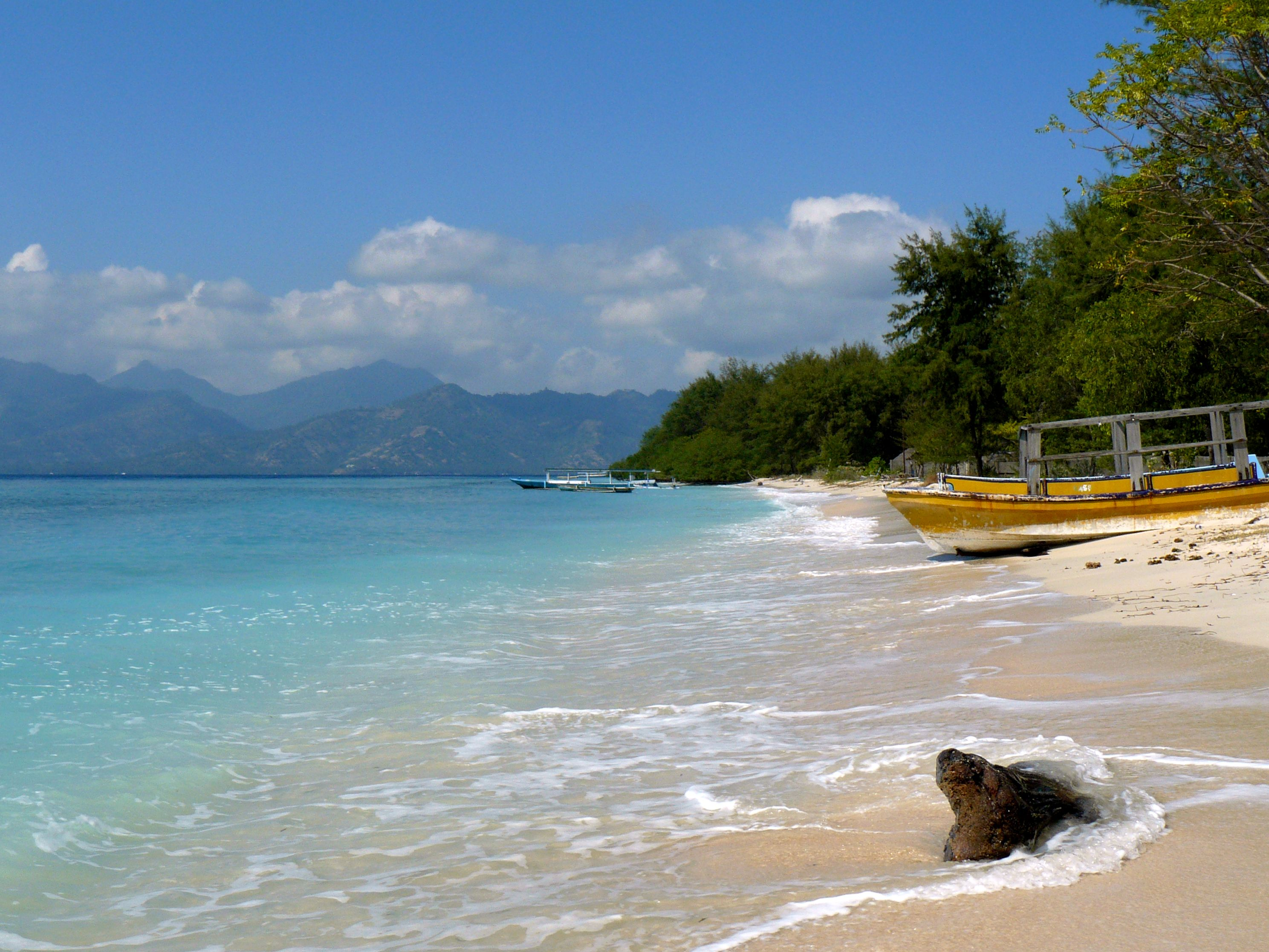
ساحل گیلی منو، لومبوک

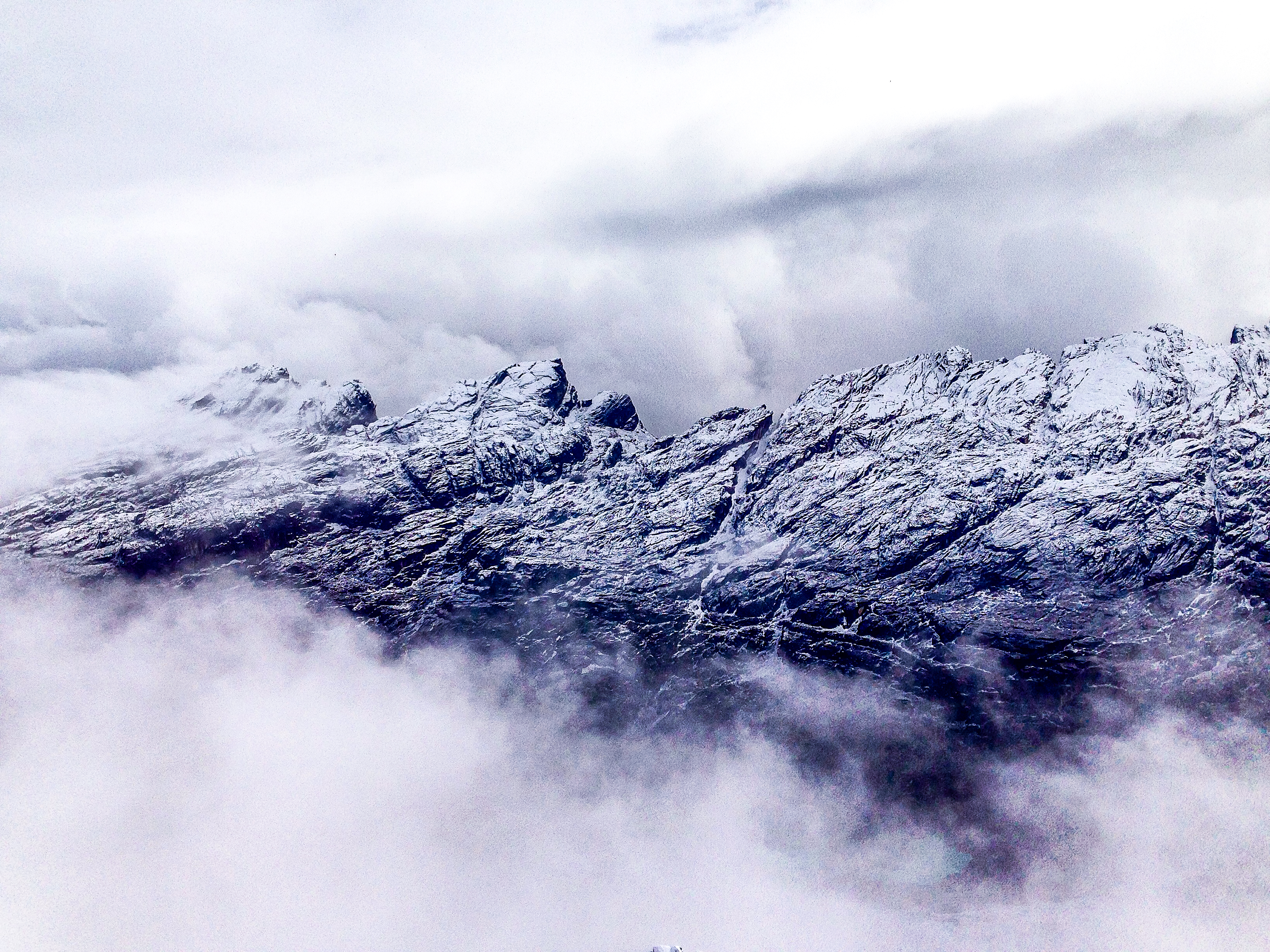
کلاه یخی منطقه پونچاک جایا، پاپوآ

آب و هوای اندونزی تقریباً کاملاً گرمسیری است. آب‌های گرم و یکنواختی که ۸۱ درصد از مساحت اندونزی را تشکیل می‌دهند، تضمین می‌کنند که دمای خشکی نسبتاً ثابت بماند و میانگین دمای دشت‌های ساحلی ۲۸ درجه سلسیوس (۸۲ درجه فارنهایت) باشد. مناطق داخلی و کوهستانی به‌طور متوسط ۲۶ درجه سلسیوس (۷۹ درجه فارنهایت)، و مناطق کوهستانی مرتفع‌تر، ۲۳ درجه سلسیوس (۷۳ درجه فارنهایت). دما از فصلی به فصل دیگر تغییر کمی می‌کند و اندونزی تغییر نسبتاً کمی در طول ساعات روز از یک فصل به فصل دیگر تجربه می‌کند؛ تفاوت بین طولانی‌ترین روز و کوتاه‌ترین روز سال تنها چهل و هشت دقیقه است. این امر امکان کشت محصولات را در تمام طول سال فراهم می‌کند.
متغیر اصلی آب و هوای اندونزی دما یا فشار هوا نیست، بلکه میزان بارندگی است. رطوبت نسبی این منطقه بین ۷۰ تا ۹۰ درصد متغیر است. بادها متوسط و عموماً قابل پیش‌بینی هستند، و بادهای موسمی معمولاً از ژوئن تا سپتامبر از جنوب و شرق و از دسامبر تا مارس از شمال غربی می‌وزند. طوفان‌های سهمگین و طوفان‌های بزرگ خطر کمی برای دریانوردان در آب‌های اندونزی دارند؛ خطر اصلی از جریان‌های سریع در کانال‌هایی مانند تنگه‌های لومبوک و ساپه ناشی می‌شود.
اندونزی آب و هوای متنوعی دارد، که عمدتاً جنگل‌های بارانی گرمسیری (با بیشترین میزان بارندگی) و پس از آن موسمی گرمسیری و ساوانای گرمسیری (با کمترین میزان بارندگی) قرار دارند.  با این حال، آب و هوای اقیانوسی و آب و هوای کوهستانی نیمه گرمسیری در تعدادی از مناطق مرتفع اندونزی، عمدتاً بین ۱٬۵۰۰ و ۳٬۵۰۰ متر (۴٬۹۰۰ و ۱۱٬۵۰۰ فوت) یافت می‌شود. بالاتر از سطح دریا. مناطقی که بالاتر از این سطح هستند (عمدتاً در ارتفاعات پاپوآ) در دسته آب و هوای توندرا و دسته اقیانوسی نیمه قطبی قرار می‌گیرند.

## بادهای موسمی
نوسانات شدید بارندگی با بادهای موسمی استرالیا-اندونزی مرتبط است. به‌طور کلی، یک فصل خشک (آوریل تا سپتامبر) وجود دارد که تحت تأثیر توده‌های هوای قاره‌ای استرالیا قرار دارد و یک فصل بارانی (اکتبر تا مارس) که تحت تأثیر توده‌های هوای آسیا و اقیانوس آرام است. با این حال، الگوهای باد محلی می‌توانند این الگوهای کلی باد را به ویژه در جزایر ملوک مرکزی - سرام، آمبون و بورو - تا حد زیادی تغییر دهند. این الگوی نوسانی سالانه باد و باران با موقعیت جغرافیایی اندونزی به عنوان یک تنگه بین دو قاره بزرگ مرتبط است. در ماه‌های سپتامبر و مه، فشار زیاد بر فراز صحرای گبی، بادها را از آن قاره به سمت شمال غربی حرکت می‌دهد. با رسیدن بادها به خط استوا، چرخش زمین باعث می‌شود که آنها از مسیر اصلی خود در جهت شمال شرقی به سمت سرزمین اصلی جنوب شرقی آسیا تغییر جهت دهند. در طول ژانویه و فوریه، یک سیستم کم فشار متناظر بر فراز آسیا باعث می‌شود که این الگو معکوس شود. نتیجه، باران‌های موسمی است که با نسیم‌های مرطوب اقیانوس هند تقویت می‌شود و مقادیر قابل توجهی باران را در بسیاری از بخش‌های مجمع‌الجزایر مالایی ایجاد می‌کند. همچنین به آبشخور موسمی مراجعه کنید.

## بادهای غالب
الگوهای باد غالب با شرایط توپوگرافی محلی در تعامل هستند و تغییرات قابل توجهی در میزان بارندگی در سراسر مجمع الجزایر ایجاد می‌کنند. به‌طور کلی، بخش‌های غربی و شمالی اندونزی بیشترین میزان بارندگی را تجربه می‌کنند، زیرا ابرهای موسمی که به سمت شمال و غرب حرکت می‌کنند، تا زمانی که به این مناطق دورتر می‌رسند، سرشار از رطوبت هستند. سوماترای غربی، جاوه، بالی، مناطق داخلی کالیمانتان، سولاوسی و پاپوآ، مرطوب‌ترین مناطق اندونزی هستند که میزان بارندگی آنها بیش از ۲٬۰۰۰ میلیمتر (۷۸٫۷ اینچ) است. در سال. بخشی از این رطوبت از قله‌های مرتفع کوه‌ها سرچشمه می‌گیرد که هوای مرطوب را به دام می‌اندازند. شهر بوگور، در نزدیکی جاکارتا، ادعا می‌کند که بیشترین تعداد روزهای رعد و برق در جهان را در سال دارد - ۳۲۲ روز. از سوی دیگر، جزایر نزدیک به استرالیا - از جمله نوسا تنگارا و نوک شرقی جاوه - معمولاً خشک هستند و برخی مناطق کمتر از ۱٬۰۰۰ میلیمتر (۳۹٫۴ اینچ) را تجربه می‌کنند. در سال. برای پیچیده‌تر کردن اوضاع، برخی از جزایر جنوب مالوکوس، بسته به جریان‌های باد محلی، الگوهای بارندگی بسیار غیرقابل پیش‌بینی را تجربه می‌کنند.

## دما
اگرچه دمای هوا از فصلی به فصل دیگر یا از منطقه‌ای به منطقه دیگر تغییر چندانی نمی‌کند، اما در ارتفاعات بالاتر، دماهای خنک‌تر غالب هستند. به‌طور کلی، دما تقریباً ۱ درجه کاهش می‌یابد درجه سانتیگراد به ازای هر ۹۰ متر افزایش ارتفاع از سطح دریا، به طوری که برخی از مناطق کوهستانی داخلی با ارتفاع زیاد، یخبندان شبانه را تجربه می‌کنند. بلندترین رشته‌کوه‌های پاپوآ دائماً پوشیده از برف هستند.